# Lorraine (mouvement)
Pour les articles homonymes, voir Lorraine (homonymie).
Le mouvement « Lorraine » est une organisation française de résistance à l’Occupation allemande, fondée à Nancy en mai 1942 par l'instituteur Marcel Leroy.
Il s'intègre au Mouvement de libération nationale au début de 1944.

## Histoire
Les débuts à Nancy
En mai 1942, Marcel Leroy, syndicaliste, qui a déjà eu des activités de résistance en liaison avec le Front national, fonde le journal Lorraine, qui se réfère explicitement à la France combattante à partir d'août 1942. Le journal est repéré par la police dès juillet 1942.
L'extension en Franche-Comté et les contacts avec la France libre
Fin 1942 et début 1943, René Fallas (alias « René Magnin », nom d'un personnage de L'Espoir d'André Malraux), implante le mouvement dans le nord de la Franche-Comté (Montbéliard, Belfort, Vesoul, Besançon) ; en avril-mai 1943, le mouvement Lorraine a des contacts avec le BCRA, avec le Bureau des opérations aériennes (BOA), avec Pierre Brossolette et même avec Jean Moulin (René Fallas seul).
En Franche-Comté Le mouvement prend un caractère plus activiste, organisant plusieurs parachutages et créant des groupes de sabotage dans la Haute-Saône et dans le Territoire de Belfort ; ces groupes opèrent à partir de janvier 1943 principalement sur les lignes de chemin de fer et les télécommunications ; parmi leurs opérations importantes, se trouvent le déraillement de Noidans-le-Ferroux (Haute-Saône) en janvier 1944 et le sabotage des presses d'Alsthom à Belfort, usine qui à l'époque travaille pour l'armement.
Des arrestations ont lieu à partir de mars 1943. Fin juin, les imprimeurs du journal sont arrêtés, puis Marcel Leroy le 20 juillet 1943 (il meurt à Dora l'année suivante). René Fallas le supplée et relance le journal à partir de la région parisienne (Alfortville). Le 25 octobre, ses parents sont arrêtés, et une vingtaine de membres le 27. Une nouvelle série d'arrestations a lieu le 9 décembre. Une dizaine de personnes sont fusillées en février 1944.
Le MLN et la Libération (1944)
Le MLN constitué en janvier 1944 regroupe les mouvements de zone Sud, formant les MUR (Combat, Franc-Tireur et Libération-Sud) et dans la zone Nord, Résistance, Défense de la France et Lorraine, que René Fallas représente au premier Comité directeur le 8 février.
En novembre 1944, René Fallas représente le mouvement à l’Assemblée consultative, dont il est le plus jeune membre (22 ans).

## Membres
- Marcel Leroy (né en 1904, mort le 7 mars 1944 au camp de concentration de Dora), instituteur, syndicaliste (SNI), démocrate-chrétien. Fin 1941, il diffuse le journal du Front national La Lorraine libre, puis crée le journal Lorraine ; arrêté le 20 juillet 1943[2]
- René Fallas : né le 27 février 1922 à Giraumont (Meurthe-et-Moselle), il fait ses études secondaires au lycée Poincaré et à la faculté des sciences de Nancy, obtenant la licence ès sciences en juin 1941. Il s’engage dans la Résistance aux côtés de Marcel Leroy avant la création du journal[3]; récemment, il a écrit la préface du livre (contesté) de Gérard Chauvy Aubrac Lyon 1943 (1997)
- Henri Chaignot : président du CDL du Territoire de Belfort en 1944-1945 ; radical, proche de Pierre Dreyfus-Schmidt, maire de Belfort ; en 1945-1946, Chaignot et le secrétaire fédéral de la SFIO Paul Rassinier, aussi membre du CDL, sont en conflit ouvert, à propos de leur comportement respectif pendant la guerre
- Henri Dugois
- Gabrielle Géhant : de Belfort ; elle quitte la SFIO à la suite des attaques antisémites de Rassinier contre Pierre Dreyfus-Schmidt au cours de la campagne électorale de novembre 1946
- Émile Géhant (fils de la précédente)
- Adrien Toussaint alias lieutenant Lacroix. Arrêté, le 31 mars 1944, il est déporté à Neuengamme[4] et libéré en juin 1945[5],[6].